# العلاقات الألمانية الإيرانية
تشير العلاقات الألمانية الإيرانية إلى العلاقات الثنائية بين ألمانيا وإيران. بدأت العلاقات الدبلوماسية الرسمية بين البلدين بعد الحرب العالمية الثانية في عام 1952؛ وذلك عندما افتتحت إيران مكتب بعثتها الدبلوماسية الأولى في مدينة بون. حافظت الدولتان الوريثتان على علاقات دبلوماسية رسمية منذ نهاية القرن التاسع عشر. تملك ألمانيا سفارة في طهران، والتي تأسست في الأصل في محكمة ناصر الدين شاه القاجاري في أكتوبر عام 1884، وبقيت في نفس المبنى منذ عام 1894. افتتحت إيران سفارتها في برلين في عام 1885.

## التاريخ

### عصر القاجار
تعود العلاقات غير الرسمية بين الرايخ الألماني وإيران إلى أوائل القرن التاسع عشر. كان إهداء يوهان غوته لقصائده في الديوان الغربي الشرقي لحافظ الشيرازي في عام 1819 مثالًا على المدى البعيد الذي توارت فيه هذه الروابط الثقافية.
بدأ العديد من المثقفين الإيرانيين، خلال حقبة القاجار، وذلك مع تضاؤل شعبية القوى العالمية في بلاد فارس مثل روسيا والمملكة المتحدة، وخاصة بعد معاهدتي تركمانجاي وكلستان وثورات آية الله ميرزا حسن شيرازي في حركة التبغ، في البحث عن «القوة الثالثة»، والتي يمكن الاعتماد عليها كحليف محتمل، مثل ألمانيا، التي ظلت إلى حد كبير خارج اللعبة الكبرى.
فضل الأمير الكبير (ميرزا محمد تقي خان فراهاني)، عند بناء أول جامعة حديثة في إيران، تعيين أساتذة نمساويين وألمانيين في دار الفنون في طهران. أيد ناصر الدين شاه فكرة التوظيف في ذلك الوقت ليكون بمثابة عضو في هيئة التدريس في دار الفنون، وذلك على الرغم من الضغوط السياسية التي لا تؤيد ذلك. كُتِب أيضًا أن الأمير الكبير أبدى اهتمامًا دائمًا بمناقشة النظام الهيكلي للحكومة والمجتمع في ألمانيا كنموذج لتحديث بلاده.
شارك الجنود الألمان خلال الحركة الدستورية في جيلان (حركة جانجل في جيلان) بنشاط في تدريب جيش ميرزا كوجك خان الشعبي. كان القائد الميداني لميرزا ضابطًا ألمانيًا اسمه الرائد فون باشن؛ والذي انضم إلى حركة جانجل بعد إطلاق سراحه من سجن بريطاني في رشت، وكان أقرب حليف لميرزا. كان فيلهلم فاسمس عميلًا ألمانيًا مشهورًا آخرًا في إيران (خاصة أثناء الحرب العالمية الأولى)، وكان لقبه «لورنس الألماني».
كانت معاهدة 6 يونيو لعام 1873 الموقعة في برلين بين الأمير بسمارك وميرزا حسين خان من بين المعاهدات التجارية أيضًا.

### العصر البهلوي الثاني
أصبحت إيران ما بعد الحرب تحت الظل الدبلوماسي الحتمي للولايات المتحدة، فقلل ذلك من فرص تعميق العلاقات بين طهران وبون. ظلت ألمانيا الغربية متقدمة جدًا على الدول الأوروبية الأخرى بما يخص الروابط التجارية، حتى الولايات المتحدة، حتى عام 1974.[بحاجة لمصدر]
وقعت إيران وألمانيا الغربية في عام 1972، بعد زيارة المستشار الألماني الغربي ويلي براندت إلى طهران، اتفاقية اقتصادية لتوفير الصادرات الإيرانية من النفط والغاز الطبيعي إلى ألمانيا، وذلك مقابل صادرات ألمانيا الغربية واستثماراتها في إيران. اشترت الحكومة الإيرانية 25% من أسهم شركة كروب، وهي مصانع الصلب التابعة لمجموعة كروب الألمانية، في سبتمبر عام 1974، وذلك نظرًا للفائض الهائل في التجارة الخارجية في عامي 1974 و1975. وفر ذلك الضخ النقدي اللازم لشركة كروب، وأتاح لإيران الوصول إلى الخبرة الألمانية لتوسيع صناعة الصلب. صُمِّمت محطة بوشهر للطاقة النووية الإيرانية، وبُنيت بشكل جزئي من قبل اتحاد كرافتويرك الألماني لشركة سيمنز، وهي اتفاقية وُقِعت في الوقت نفسه.
أصبحت ألمانيا الغربية في عام 1975 ثاني مورد للسلع غير العسكرية لإيران. بلغت قيمة واردات ألمانيا الغربية 404 مليون دولار، أي حوالي خمس إجمالي الواردات الإيرانية.
أصبحت زيارات الشاه في ألمانيا الغربية محور الكثير من الاحتجاجات في سبعينيات القرن العشرين؛ وذلك بصفتها الدولة الأوروبية التي تضم أكبر جالية إيرانية مغتربة. أصبحت المظاهرات أكثر حدة مع اشتداد حدة القمع في إيران. أمضى العديد من المثقفين التابعين لآية الله في إيران، مثل آية الله بهشتي، بعض السنوات في مدن مثل هامبورغ.

### منذ فترة عام 2000 حتى فترة 2010

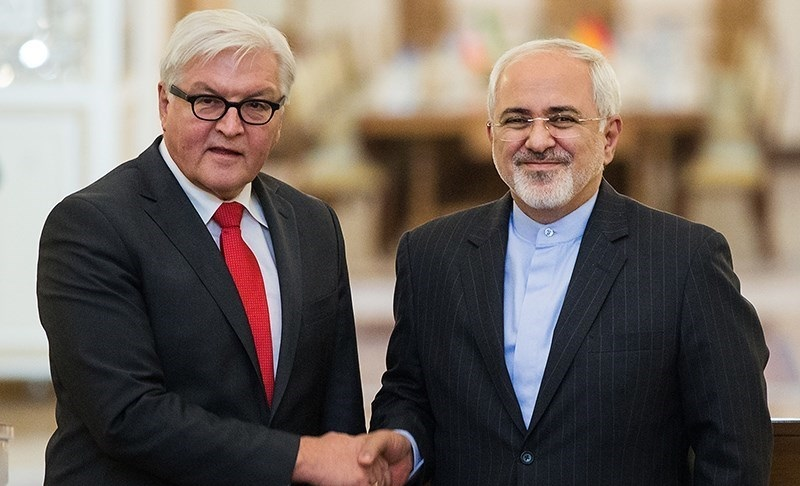
لقاء وزير الخارجية الألماني (الرئيس الحالي) فرانك فالتر شتاينماير مع وزير الخارجية الإيراني محمد جواد ظريف في طهران.

قالت المستشارة الألمانية أنجيلا ميركل في مؤتمر ميونيخ السنوي للأمن إن على العالم أن يتحرك لمنع إيران من تطوير قنبلة نووية؛ وذلك في 4 فبراير عام 2006 وهو اليوم الذي صوت فيه مجلس محافظي الوكالة الدولية للطاقة الذرية لإحالة (أو نقل) قضية إيران إلى مجلس الأمن التابع للأمم المتحدة. قالت ميركل إن إيران تشكل تهديدًا لكل من أوروبا وإسرائيل؛ وذلك مع اعتبار ألمانيا واحدة من دول الاتحاد الأوروبي الثلاث التي تفاوضت مع إيران لمدة عامين ونصف في محاولة لإقناعها بوقف برنامج تخصيب اليورانيوم.
كانت ألمانيا الدولة الوحيدة غير العضو في مجلس الأمن التابع للأمم المتحدة، إلى جانب الأعضاء الخمسة الدائمين في مجلس الأمن التابع للأمم المتحدة، التي وقعت في يوليو عام 2015 على خطة العمل الشاملة المشتركة مع إيران، وهي اتفاق بشأن البرنامج النووي الإيراني. أصدرت ألمانيا، جنبًا إلى جنب مع الدولتين الأخرتين من دول الاتحاد الأوروبي الموقعة على الاتفاق، في أعقاب الخروج الأمريكي من الاتفاق النووي مع إيران في مايو عام 2018، بيانًا مشتركًا: «إنه من المؤسف والمريب أننا، قادة فرنسا وألمانيا والمملكة المتحدة، نحيط علمًا بقرار الرئيس ترامب بسحب الولايات المتحدة الأمريكية من خطة العمل الشاملة المشتركة؛ ونؤكد معًا التزامنا المستمر بالخطة وأن تبقى مهمة لأمننا المشترك».
كانت ألمانيا في يناير عام 2020 من بين مجموعة الدول الثلاث التي أبلغت الاتحاد الأوروبي رسميًا أنها سجلت «مخاوفها من عدم التزام إيران بالتزاماتها بموجب خطة العمل الشاملة المشتركة»؛ فأطلقت نتيجة لذلك آلية تسوية المنازعات بموجب خطة العمل الشاملة المشتركة، وهي خطوة قالوا إن «الهدف الأسمى منها هو الحفاظ على خطة العمل الشاملة المشتركة». كان من المعتقد أن هذه الخطوة تهدف إلى دفع الأطراف للعودة إلى طاولة المفاوضات.
استدعت ألمانيا وفرنسا والمملكة المتحدة في سبتمبر عام 2020، في أول تحرك منسق من قبل الدول الثلاث، السفراء الإيرانيين في احتجاج دبلوماسي مشترك ضد احتجاز إيران لمزدوجي الجنسية ومعاملتها للسجناء السياسيين. استدعت وزارة الخارجية الإيرانية مبعوثين من فرنسا وألمانيا في ديسمبر عام 2020، واللتان تتوليان الرئاسة الدورية للاتحاد الأوروبي، للاحتجاج على الانتقادات الفرنسية والأوروبية لإعدام الصحفي روح الله زم.

## التجارة
تملك حوالي 50 شركة ألمانية مكاتب فرعية خاصة بها في إيران، وأكثر من 12 ألف شركة لها ممثلوها التجاريون في إيران. تشارك العديد من الشركات الألمانية الشهيرة في مشاريع البنية التحتية الإيرانية الكبرى، ولاسيما في قطاع البتروكيماويات مثل شركة لينده، وباسف، وإير ليكيد، وكروب، وسيمنز، وزد إف فريدريشهافين، ومرسيدس، وفولكس فاجن ومان.
كان لألمانيا في عام 2005 الحصة الأكبر من سوق الصادرات الإيرانية بقيمة 5.67 مليار دولار (14.4%). زادت الصادرات الألمانية إلى إيران بنسبة 8.4% وشكلت 84.7% من إجمالي حجم التجارة الألمانية الإيرانية في عام 2008. بلغ إجمالي حجم التجارة الثنائية حتى نهاية شهر سبتمبر من عام 2008 قيمة 3.23 مليار يورو، وذلك مقارنة بقيمة 2.98 مليار يورو في العام السابق. زادت قيمة التجارة بين طهران وبرلين من حوالي 4.3 مليار يورو في عام 2009 إلى حوالي 4.7 مليار يورو في عام 2010. ذكرت المصادر الألمانية إن حوالي 80% من الآلات والمعدات في إيران من أصل ألماني.
قدرت غرف الصناعة والتجارة الألمانية أن العقوبات الاقتصادية المفروضة على إيران قد تكلف أكثر من 10 آلاف وظيفة ألمانية؛ وهي ذات تأثير سلبي على النمو الاقتصادي الألماني. ستؤذي العقوبات بشكل خاص الشركات الألمانية المتوسطة الحجم، والتي تعتمد بشكل كبير على التجارة مع إيران.
تجسد التحول في العلاقات التجارية الألمانية مع إيران بالتحول من الأعمال التجارية طويلة الأمد إلى الأعمال قصيرة الأمد؛ ومن الشركات الكبيرة إلى الشركات المتوسطة الحجم التي لديها مصالح تجارية أقل في الولايات المتحدة؛ وبالتالي فهي أقل عرضة للضغوط السياسية الأمريكية. تملك حوالي مئة شركة ألمانية أفرع لها في إيران، وأكثر من ألف شركة تعمل من خلال وكلاء المبيعات، وذلك وفقًا لغرفة الصناعة والتجارة الألمانية الإيرانية.
عادت العلاقات الاقتصادية لألمانيا مع إيران للصعود مرة أخرى، وذلك بعد الاتفاق الرسمي بين إيران والغرب خلال الاتفاق النووي الإيراني. نمت الصادرات الألمانية إلى إيران بأكثر من 27% منذ عام 2015 حتى عام 2016.
صرحت جمعية البنوك الألمانية في 20 أكتوبر عام 2018 أن الصادرات من ألمانيا إلى إيران قد انخفضت إلى 1.8 مليار يورو منذ شهر يناير.

## مقارنة بين البلدين
هذه مقارنة عامة ومرجعية للدولتين:
| وجه المقارنة                                              | ألمانيا                                                                              | إيران                    |
| --------------------------------------------------------- | ------------------------------------------------------------------------------------ | ------------------------ |
| المساحة (كم2)                                             | 357.41 ألف                                                                           | 1.65 مليون               |
| عدد السكان (نسمة)                                         | 81.29 مليون                                                                          | 79.97 مليون              |
| الكثافة السكانية (ن./كم²)                                 | 227.44                                                                               | 48.47                    |
| العاصمة                                                   | بون، برلين                                                                           | طهران                    |
| اللغة الرسمية                                             | اللغة الألمانية                                                                      | لغة فارسية               |
| العملة                                                    | يورو، مارك ألماني                                                                    | ريال إيراني              |
| الناتج المحلي الإجمالي (بليون دولار)                      | 3.68 تريليون                                                                         | 439.51 مليار             |
| الناتج المحلي الإجمالي (تعادل القوة الشرائية) بليون دولار | 3.92 تريليون                                                                         | 1.36 تريليون             |
| الناتج المحلي الإجمالي الاسمي للفرد دولار أمريكي          | 41.31 ألف                                                                            |                          |
| الناتج المحلي الإجمالي للفرد دولار أمريكي                 | 46.40 ألف                                                                            |                          |
| مؤشر التنمية البشرية                                      | 0.926                                                                                | 0.766                    |
| رمز المكالمات الدولي                                      | +49                                                                                  | +98                      |
| رمز الإنترنت                                              | .de                                                                                  | .ir،                     |
| المنطقة الزمنية                                           | توقيت وسط أوروبا، ت ع م+01:00، ت ع م+02:00، توقيت أوروبا الوسطى المعياري (ت غ م +1) ‏ | ت ع م+03:30، توقيت إيران |

## مدن متوأمة
في ما يلي قائمة باتفاقيات التوأمة بين مدن ألمانية وإيرانية:
- ترتبط فرايبورغ مع أصفهان باتفاقية توأمة منذ 1967.
- ترتبط برلين مع طهران باتفاقية توأمة منذ 5 أبريل 1994.[33][33][33][33]

## منظمات دولية مشتركة
يشترك البلدان في عضوية مجموعة من المنظمات الدولية، منها:
| علم المنظمة | اسم المنظمة                                                | تاريخ انضمام ألمانيا | تاريخ انضمام إيران |
| ----------- | ---------------------------------------------------------- | -------------------- | ------------------ |
|             | مؤسسة التمويل الدولية                                      | 20 يوليو 1956        | 28 ديسمبر 1956     |
|             | منظمة حظر الأسلحة الكيميائية                               | 29 أبريل 1997        | ?                  |
|             | يونسكو                                                     | 11 يوليو 1951        | 6 سبتمبر 1948      |
|             | الأمم المتحدة                                              | 18 سبتمبر 1973       | 24 أكتوبر 1945     |
|             | المنظمة الهيدروغرافية الدولية                              | ?                    | ?                  |
|             | منظمة الشرطة الجنائية الدولية                              | ?                    | ?                  |
|             | البنك الدولي للإنشاء والتعمير                              | 14 أغسطس 1952        | 29 ديسمبر 1945     |
|             | العملية المشتركة للاتحاد الأفريقي والأمم المتحدة في دارفور | ?                    | ?                  |
|             | الاتحاد البريدي العالمي                                    | 1 يوليو 1875         | ?                  |
|             | مؤسسة التنمية الدولية                                      | 24 سبتمبر 1960       | 10 أكتوبر 1960     |
|             | الفريق المعني برصد الأرض                                   | ?                    | ?                  |
|             | وكالة ضمان الاستثمار متعدد الأطراف                         | 12 أبريل 1988        | 15 ديسمبر 2003     |

## أعلام
هذه قائمة لبعض الشخصيات التي تربطها علاقات بالبلدين:
- رامين جوادي (ملحن ألماني، 19 يوليو 1974 – )

## وصلات خارجية
- موقع وزارة الخارجية الألمانية
- موقع وزارة الخارجية الإيرانية